# دو زن از تاهیتی
دو زن از تاهیتی(به فرانسوی:Deux femmes de Tahiti) نام اثری در سبک پسادریافتگری از پل گوگن، نقاش مشهور فرانسوی است. این اثر در سال ۱۸۹۹ میلادی، با رنگ و روغن خلق شد. هم‌اکنون این تابلو در مالکیت موزه هنر متروپولیتن نیویورک قرار دارد.

## در مورد اثر
پل گوگن، جزیره تاهیتی را «بهشتی افسانه‌ای از زنان زیبا و رمزآلود» می‌دانست و این نقاشی، ایده او از اهالی تاهیتی را تجسم می‌کند.

## حمله به اثر
در تاریخ ۱ آوریل ۲۰۱۱ میلادی، یک زن با «کوبیدن مشت» و «تلاش برای پائین‌کشیدن» تابلوی دو زن از تاهیتی که در نگارخانه ملی هنر آمریکا به امانت گذاشته شده‌بود، قصد تخریب تابلو را داشت که با جلوگیری مامورین حراست نگارخانه، موفق به اتمام نقشه خود نشد. متهم که «سوزان برنز» نام دارد، پس از دستگیری، مدعی‌شده بود که به دلیل «پیام همجنس‌گرایانه تابلو»، تلاش برای تخریب آن داشته است.